# David Somerville
David Somerville (ur. 9 maja 1974) – brytyjski judoka. Olimpijczyk z Sydney 2000, gdzie zajął trzynaste miejsce w kategorii 66 kg. Piąty na mistrzostwach Europy w 1998 i siódmy w 1999 roku. Srebrny medalista igrzysk Wspólnoty Narodów w 2002, gdzie reprezentował Szkocję.
- Turniej w Sydney 2000

Wygrał z Miguelem Moreno z Salwadoru i przegrał Larbi Ben Boudaoudem z Francji. W repasażu przegrał z Han Ji-hwanem z Korei Południowej